# Chiesa di Santa Maria di Costantinopoli (Napoli)
La chiesa di Santa Maria di Costantinopoli si erge a Napoli sull'omonima via.

## Storia
La chiesa di Santa Maria di Costantinopoli è situata a Napoli sull'omonima via.
La sua storia è legata alla diffusione della peste ed alla intercessione liberatrice della Vergine Maria, invocata sotto il titolo di Costantinopoli, la cui festa cade il martedì dopo Pentecoste.
Il primo episodio miracoloso risale al 1529, dopo la peste scoppiata durante l'assedio dei francesi del generale di Lautrec nel 1527 e che aveva già fatto più di trentamila morti. Secondo le cronache:
"Nello mese di giugno di questo anno 1529, il terzo giorno di Pasca Rosata (martedì di Pentecoste), fu ritrovata vicino alle mura della città di Napoli una immagine della Madonna Santissima Madre di Dio, per rivelazione de una vecchierella, che abitava là vicino, alla quale fu promesso dalla Madre di Dio il fine della peste, come si vide con effetto; et perciò la Città di Napoli diede principio subito ad edificare una Chiesa a detta Immagine, con lo titolo di Madonna di Costantinopoli, et si spera, che la protegga da detto morbo per l'avvenire in ogni tempo futuro.
E non solamente la Madonna di Costantinopoli liberò Napoli dalla peste, ma anco dalla guerra…".
Nacque allora una confraternita laicale, che ricostruì come ex voto una piccola e fatiscente cappella dedicata alla Vergine che sorgeva fuori le mura della città, ai piedi della collinetta di Caponapoli; al suo interno era custodita l'icona raffigurante la Madonna di Costantinopoli. Una bolla di papa Clemente VII, del 31 marzo del 1531, documenta la nascita del sodalizio e dell'oratorio.
Nel 1575, scampato a Napoli il pericolo di un'altra pestilenza (quella di Milano, detta di S. Carlo), il culto della Madonna di Costantinopoli s'intensificò e, come ricorda una lapide in sacrestia, si decise di costruire una chiesa più ampia con annesso conservatorio per fanciulle. I lavori si conclusero tra il 1603 e il 1608 secondo il progetto dell'architetto fra' Nuvolo (1570-1637), il frate domenicano converso molto attivo in città e noto per le sue cupole maiolicate colorate ivi compresa quella della nostra chiesa.
La chiesa di Santa Maria di Costantinopoli divenne così uno dei luoghi di culto più frequentati dalla città perché legata alla protezione da terribili eventi come la siccità di fine Cinquecento ai tempi del Cardinale Alfonso Gesualdo (1596-1603), le terribili inondazioni ai tempi del Cardinale Ottavio Acquaviva d'Aragona (1605-1612), l'eruzione del Vesuvio nel dicembre del 1631, la terribile peste del 1656 che fece 250.000 morti, le ondate di colera del 1835, 1836 e del 1854.
A metà Novecento venne trasferito a Santa Maria di Costantinopoli il titolo parrocchiale della vicina Parrocchia di S. Agnello Maggiore (istituita nel sec. XI), assieme ad alcuni arredi e sculture.

## Descrizione

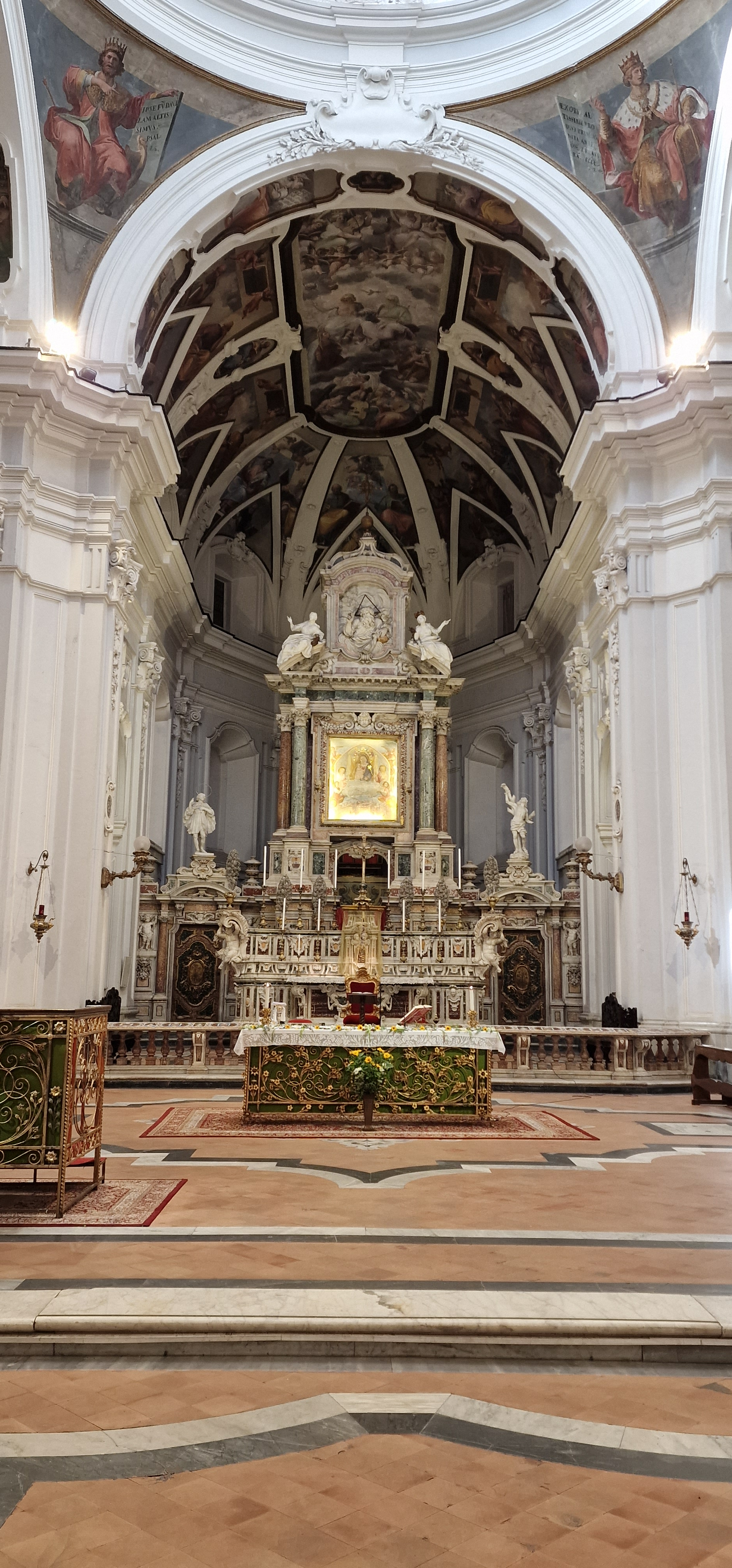
L'altare maggiore

### Facciata
L'imponente facciata in marmi, mattoni e piperno è divisa in due ordini da una possente trabeazione sul cui fregio corre l'iscrizione “Matri Dei ob Urbem ac Regnum a peste servatum” (Alla Madre di Dio per aver preservato Napoli e il Regno dalla peste).
La facciata fu disegnata dall'Ingegnere maggiore del Regno Orazio Gisolfo nel 1633; un collaboratore di Cosimo Fanzago (1591-1678), il carrarese Costantino Marasi, è probabilmente l'autore dei portali d'ingresso. Quello centrale, con colonne e timpano spezzato, è sormontato da un'edicola della Madonna, mentre sopra le due porte laterali si aprono due finte finestre. In alto, un finestrone di stile rinascimentale sormontato da un frontone triangolare con oculo centrale.
Ai lati della facciata furono aggiunti nell'Ottocento due campaniletti.

### Interno
Entrando, incontriamo due acquasantiere gemelle con la data 1616. Nell'ampia e luminosa navata (in origine erano tre navate scandite da colonne) si aprono cinque cappelle per lato chiuse da cancellate di ferro d'inizio ‘700 con altari dell’epoca.
In alto, magnifico soffitto ligneo intagliato e dorato (1603-1608). Ai quattro angoli del soffitto stemma del Sedile del Popolo che costruì la chiesa e che governava la confraternita; sull’arco  che della crociera, come pure sul pavimento al centro della navata, sul pulpito, sull’altar maggiore e in altri luoghi si vede lo stemma del Sedile del Popolo – scudo rosso e giallo - con le iniziali della chiesa (SMC).
Tra le cappelle, alla base dei pilastri che intercalano le cappelle, scanni lignei (1728) disegnati dall’architetto Nicolò Tagliacozzi Canale (1691-1763) che ideò anche le gelosie lignee delle monache in alto sopra le cappelle. Il Tagliacozzi portò inoltre a compimento la bella decorazione rococò in stucco iniziata da Domenico Antonio Vaccaro (1678-1745) che ancora oggi riveste la chiesa di finti panneggi e le dà una peculiare armoniosa fisionomia.
A metà navata, due monumenti funebri opera del Fanzago: a sinistra il giurista Girolamo Flerio (m. 1620), benefattore della chiesa; di fronte, il medico e filosofo Giuseppe Bartiromo (1572-1638), con tarsie policrome e madreperle.
La prima cappella del lato sinistro, dedicata a Sant’Antonio, ha una pala d’altare della scuola di Francesco Solimena (1657-1747). Gli affreschi, di Avanzino Nucci (1552-1629) discepolo del Corenzio, raccontano Storie e miracoli del Santo. Sono di Nucci tutti gli affreschi delle cappelle di sinistra.
La seconda cappella è decorata con Storie dell’infanzia di Gesù. La pala sull’altare è un’Adorazione dei Magi di Fabrizio Santafede (1555-1626); sulla volta, l'Adorazione dei pastori; a sinistra Circoncisione di Gesù, di fronte Gesù fra i dottori del Tempio. A terra lastra tombale seicentesca di Scipione Magio.
La terza cappella è dedicata alle storie della Vergine. La pala d'altare rappresenta la Madonna delle Grazie con i santi Francesco d’Assisi e di Paola di Giovanni Antonio D’Amato (1535-1598). A sinistra un affresco con la Fuga in Egitto; a destra la Visitazione di Maria; sulla volta, l'Incoronazione della Vergine.
La quarta cappella ha una pala d'altare con l'Immacolata Concezione attribuita ad Andrea d'Asta.
La quinta cappella, dedicata agli Angeli, ha in fondo la grata del comunichino delle monache con sopra una statua moderna di Santa Lucia. Nella lunetta centrale San Michele Arcangelo; a sinistra l'Eterno Padre con angeli in gloria; di fronte la Cacciata di Adamo ed Eva dal paradiso terrestre e, nella volta, l'Eterno Padre circondato da un coro di angeli.
Segue un bel Crocifisso ligneo del XIV secolo.
Nel cappellone sinistro, sull'altare, Annunciazione del pittore tardo barocco Giacomo del Pò (1654 – 1726).
A sinistra il monumento di Nicola Pianelli (m. 1696), patrizio di Bitonto.
Segue il sepolcro di Nunzio Pelliccia (1540-1608) giureconsulto e antiquario aversano; in alto, bell'altorilievo della Madonna col Bambino.
Nella sacrestia si conservano: un lavabo marmoreo secentesco con delfini; una tela forse di Francesco Antonio Serio (XVIII secolo) raffigurante la Parabola degli invitati al banchetto nuziale; quattro medaglioni con gli Evangelisti (1764) ancora di Serio; una monumentale iscrizione marmorea, già sulla controfacciata nel 1612 per l'inaugurazione del conservatorio e che ricorda l'interessamento dell'imperatore Carlo V per Santa Maria di Costantinopoli.
L'imponente e scenografico altare maggiore, ideato da Cosimo Fanzago, ha avuto interventi settecenteschi di Domenico Antonio Vaccaro (1678-1745) prima, e poi, di Niccolò Tagliacozzi Canale che sistemò la grande alzata marmorea aggiungendovi decorazioni in stucco. Dell'impianto fanzaghiano rimane l'edicola con l'affresco su lastra tufacea della miracolosa Madonna di Costantinopoli (inizio del ‘500) con nimbo, corona e stella sull’omero sinistro, tutto in oro; sotto, angeli che gettano acqua su una città in fiamme. Sulla sommità, altorilievo con l’Eterno Padre; ai lati, statue settecentesche in stucco: Mansuetudine (con l'agnello) a sinistra, Purità (con il giglio e la colomba) a destra. A Fanzago è da attribuire anche l'ornato delle due ricche porte laterali e le sovrastanti statue dei santi protettori dalla peste: San Rocco, a sinistra, e San Sebastiano, a destra.

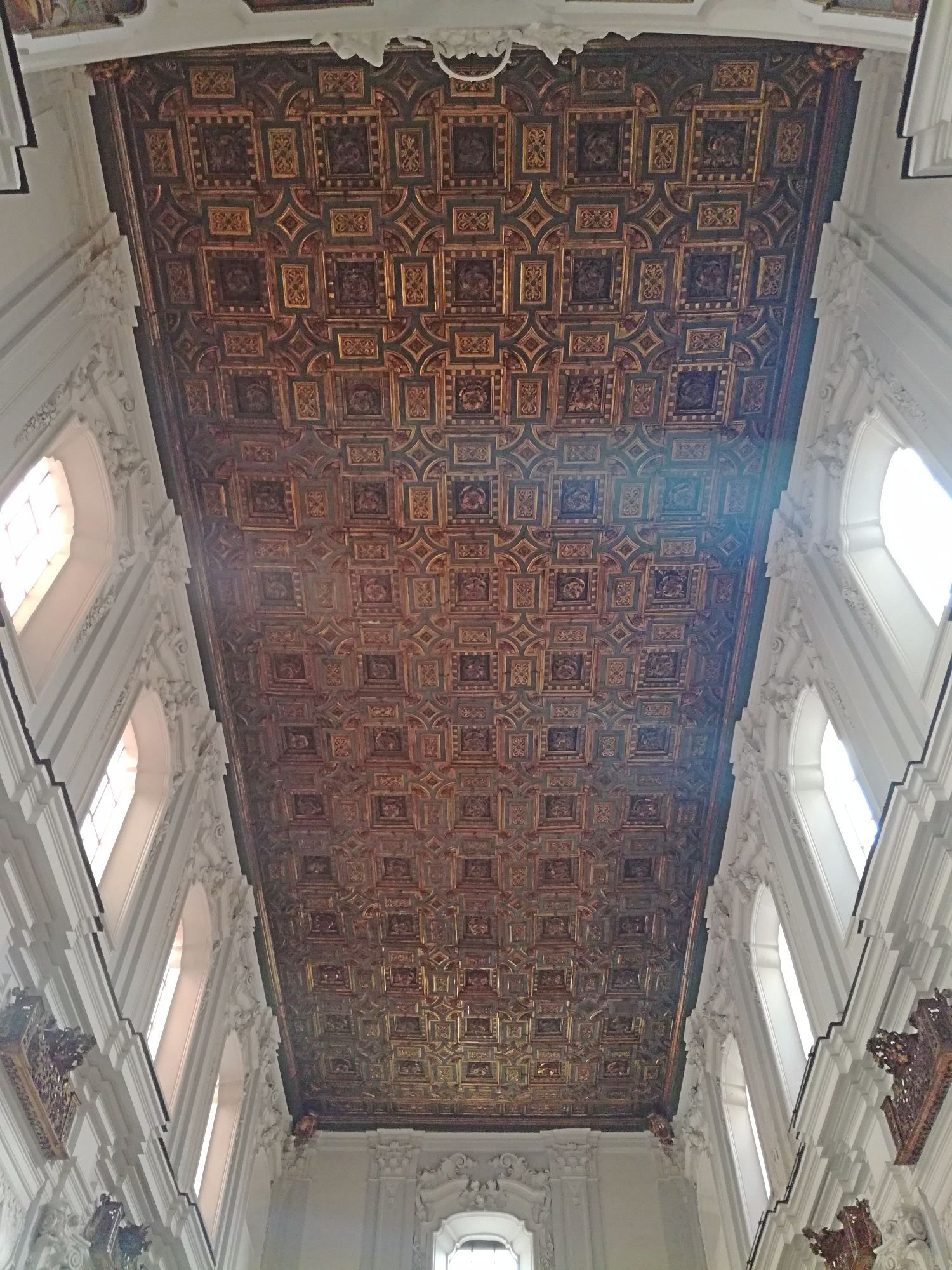
La volta a cassettoni

Esse immettono nell'ampio coro (stalli lignei del sec. XVIII) ad abside poligonale.
Di grande interesse è la volta lunettata dell'abside, affrescata nel 1615 dal pittore greco Belisario Corenzio (1558-1646) e ritoccata da Giuseppe Cammarano (1766-1850): al centro La Vergine e San Giovanni che supplicano la Trinità di liberare Napoli dalla peste; nelle lunette Dottori della Chiesa, Patroni di Napoli e Apostoli.
Del Corenzio sono anche gli affreschi della cupola, purtroppo in cattivo stato di conservazione; rimangono Salomone, Davide, Mosè e Elia nei pennacchi; Profeti e Sibille nei sottarchi della crociera.
Sulla destra dell'altare è stato riposizionato un dipinto di ignoto pittore napoletano del XVII secolo, in origine nella cappella della Purità, raffigurante la Madonna di Costantinopoli e i santi Francesco d’Assisi, Francesco di Paola e Vincenzo Ferrer; in piccolo il ritratto del donatore su un paesaggio di città in fiamme su cui versano acqua due angeli in volo.
Nel cappellone destro, sull'altare, la pala (1759?), firmata in basso a destra, della Madonna del Rosario coi santi Domenico, Rosa e Tommaso d’Aquino di Francesco Antonio Serio (XVIII secolo).
A sinistra, fonte battesimale della scuola di Giovanni da Nola verso il 1530, proveniente dalla Chiesa di S. Aniello maggiore a Caponapoli, con il nome del donatore (Antonio Bruno) e scene del Battesimo di Gesù. È incastonato in una cappellina decorata con materiali provenienti dall'antico conservatorio: altare del Fanzago e un dipinto con una copia della Madonna di Costantinopoli.
Al centro della crociera si innalza, slanciata, la cupola poggiante su un alto tamburo con otto finestroni.
All'angolo, il pulpito secentesco poggiante su belle colonne di verde antico.
Riprendendo dall'ingresso, la prima cappella entrando a destra è fin dal 1556 della famiglia veronese Santi (a destra monumento di Giovanni Paolo Santi m. nel 1793); ospita la cinquecentesca Madonna della purità di Teodoro d’Errico (1543-1618).
Nella seconda cappella pala d'altare con la Circoncisione di Gesù di scuola napoletana di metà del XVI secolo.
La terza cappella mostra un San Nicola attribuito ad Andrea d'Asta.
Nella quarta, Martirio di Sant’Erasmo del fiammingo Wenzel Cobergher (1557 ca.-1634).
Nella quinta, statua lignea di S. Aniello di Giuseppe Nardo (XVIII secolo) proveniente dalla vicina Chiesa di S. Aniello maggiore a Caponapoli. A terra lastra tombale della famiglia Buzzacarini.
Una porta d'uscita immette in un corridoio con la lapide marmorea che ricorda il documento del 29 luglio 1649 con cui Innocenzo X accordava alla chiesa particolari benefici spirituali, a testimonianza della fama e della celebrità riconosciute al santuario mariano.